# Operación Batalla por la Restauración de la Dignidad
La Ofensiva Militar en el Sur del Desierto Sirio del año 2017, denominada como Operación Batalla por la Restauración de la Dignidad por los Fuerzas Rebeldes Sirias, fue una ofensiva militar lanzada por las fuerzas rebeldes sirias afiliadas al Frente Sur del Ejército Libre Sirio y sus aliados en el Desierto Sirio. El objetivo de la ofensiva era expulsar al Daesh del desierto en el sur de Siria y abrir una ruta de suministro entre dos zonas controladas por los rebeldes.

## Ofensiva
El 29 de diciembre de 2016, los grupos del Frente Sur del Ejército Libre Sirio liderados por las Fuerzas del Mártir Ahmad al-Abdo lanzaron una ofensiva contra las posiciones de Daesh  en el este de las Montañas de Qalamun. Las Fuerzas Rebeldes capturaron la represa de Abu Risha así como cinco aldeas. Cinco días más tarde, los rebeldes atacaron los últimos bastiones de Daesh en el área desértica de Badia al-Sham.
El 3 de enero de 2017, el Ejército de Tribus Libres anunció la captura de la presa Zelaf al este de Suwayda, la aldea próxima a ella, y una antigua gruta utilizada como un centro detención y prisión utilizado por los combatientes del Daesh.
El 8 de enero de 2017, las Fuerzas de Ahmad al-Abdo capturaron más de 18 posiciones al este de las Montañas de Qalamun del Estado Islámico.